# Ногинск
Ногинск (на руски: Ногинск) е град в Русия, административен център на Ногински район, Московска област. Населението му през 2011 година е 102 080 души.

## История
Основан е през 1389 г. като Рогожи, по-късно известен като Богородск, а през 1930 г. е преименуван на Ногинск в чест на руския текстилен деец Виктор Ногин.

## География
Градът е разположен 30 километра източно от столицата Москва.